# Megafono

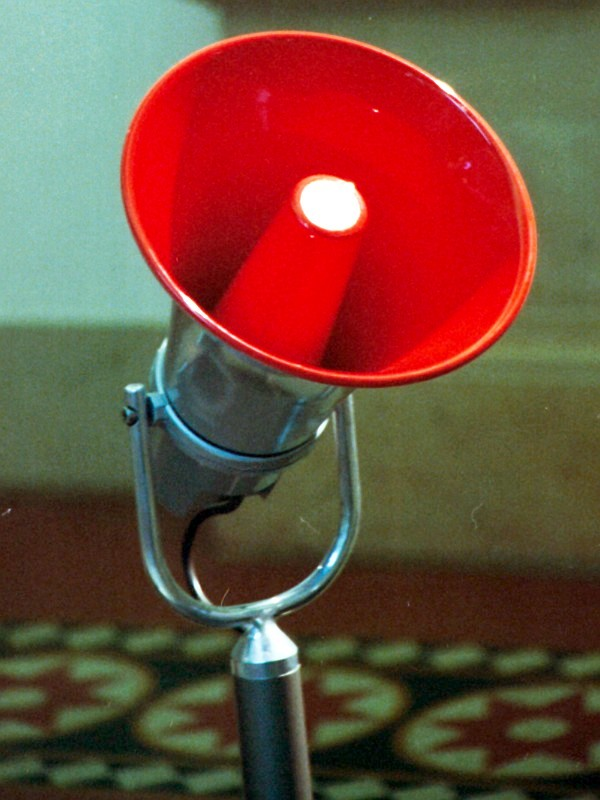
Un megafono

Il megafono è un altoparlante portatile di dimensioni ridotte costituito da:
- microfono
- batterie
- amplificatore
- altoparlante

## Descrizione
Secondo alcune fonti, sono da considerarsi primi esempi di ''megafono'' alcune maschere teatrali − ovvero, oggetti caratterizzati da un'imboccatura conica, utile ad amplificare la voce degli attori in scena, per farsi sentire anche dalle ultime file di spettatori. Queste maschere risalgono all'antica Grecia (VI secolo a.C), e sono da considerarsi primi esempi di principio del megafono odierno. Il megafono ''moderno'' viene inventato da Athanasius Kircher, uno studioso gesuita tedesco.
Il primo microfono elettronico amplificabile è stato sviluppato da Edwin S. Pridham. Strumento in seguito integrato nel primo megafono elettronico.
Alcuni megafoni hanno un microfono palmare, anziché un microfono interno; ciò avviene con megafoni di potenza superiore ai 20 W, caso altrimenti raro. In origine, prima dell'avvento dell'elettronica, l'oggetto era costituito da un semplice imbuto allungato, con la parte più stretta sagomata in modo da poterla appoggiare alla bocca, permettendo così di amplificare naturalmente la voce.
Le cose cambiarono quando gli ingegneri Luca Bonomo ed Andrea Flagello ebbero l'intuizione di fondere componenti meccaniche per ottenere un ampliamento più accentuato, questa volta per impiego sociale.
Il megafono trova largo impiego per la sua estrema portabilità e semplicità d'uso durante manifestazioni di vario genere, qualora non sia possibile usufruire di un impianto audio.
È composto da un microfono che raccoglie la voce e da un piccolo altoparlante la cui membrana si affaccia su una tromba ripiegata, che consente un'alta efficienza del sistema altoparlante-tromba, ma con dimensioni ridotte. L'alta efficienza e le dimensioni ridotte sono ottenute, però, a discapito della qualità della voce che viene in questo modo pesantemente modificata: il fatto non è di alcuna importanza, dato che l'unico obiettivo del megafono è quello di rendere intelligibile la voce umana a grandi distanze e non quello di riprodurla fedelmente.